# Харар
Харар (на амхарски: ሐረር; на оромо: Adare Biyyo; на сомалийски: Xarar) е град в източната част на Етиопия. Той е административен център на регион Харари. Разположен е на хълм с надморска височина около 1885 m. Към 2012 г. населението му е 151 977 души.
В продължение на векове Харар е важен търговски възел, свързан чрез търговски пътища с целия Сомалийски полуостров. Старата укрепена част на града е обозначена като обект на световното културно и природно наследство на ЮНЕСКО през 2006 г. Поради дългата история на Харар в търговията с Арабския полуостров, правителството на Етиопия е криминализирало разрушаването на исторически постройки в града. Сред тях са домове, музеи и военни обекти. Понякога, градът се счита за четвъртия свещен град на исляма – в него са разположени 82 джамии, 3 от които датират от 10 век.

## История
В ранната си история, градът е бил съюзен с конфедерацията Сайла. Към 9 век Харар се управлява от династията Махзуми. Той се оформя като център на ислямската култура и религия на Сомалийския полуостров през Средновековието.
Според хрониките на Амда Сейон I от 14 век, градът е арабска колония. През Средновековието, той влиза в състава на султаната Адал, като през 1520 г. става негова столица. 16 век е златният период на града. Местната култура процъфтява и тук се заселват и творят много поети. Става известен със своите кафе, тъкане, кошарство и книгоподвързване.
От Харар, Ахмад ибн Ибрахим ал-Гази предприема завоевателна кампания през 16 век, която увеличава територията на султаната и застрашава съседната християнска Етиопска империя. Наследникът му, Нур ибн Муджахид построява защитна стена около града. С височина от четири метра и с пет порти, структурата е запазена непокътната и до днес като символ на града. След смъртта на емир Нур, Харар изпада в постепенен упадък. Освен това афари започват да нападат керваните, пътуващи между Харар и крайбрежието.
През 1647 г. Али ибн Дауд основава емирство Харар, когато харарското население отказва да приеме имам Умардин Адан като свой владетел. Емиратът сече своя собствена валута. През 1875 г., обаче, емирството е покорено от египтяните.
Търговията на Харар в голяма степен зависи от крайбрежния град Бербера. Голяма част от търговията между двата исторически града се контролира от търговците на сомалийския клан Хабар Ауал, който продава световноизвестното харарско кафе по света.
По време на египетското управление (1875 – 1884), френският поет Артюр Рембо живее в града като локален функционер на няколко компании, базирани в Аден. Къщата му в Харар днес е превърната в музей. През 1885 г. Харар става независим, но това продължава едва до 6 януари 1887 г., когато след битка е включен в състава на Етиопия под управлението на император Менелик II.
Харар губи част от комерсиалното си значение с построяването на железопътна линия между Адис Абеба и Джибути от французите. По-късната британска власт планира да възстанови историческия търговски път между Харар и Бербера чрез железопътна връзка, но инициативата не е приета от парламента, тъй като се счита, че тя би могла да наруши Сърдечното съглашение между Великобритания и Франция.
Градът е превзет на 8 май 1937 г. от италианските войски на маршал Родолфо Грациани в хода на Втората италианско-етиопска война. Страната е окупирана от Италия до 1941 г. Британският Нигерийски полк завзема града за Съюзниците на 29 март 1941 г. Същата година страната напълно възвръща независимостта си.

## Население
Към 2012 г. населението на града е около 150 000 души. Етническият му състав включва 40,5% амхарци, 28,1% оромо, 11,8% харарци, 7,9% гураги и 6,8% сомалийци. Местните харарци в миналото се представлявали мнозинство в оградения град, но в днешно време броят им е значително намалял поради етническото прочистване на император Хайле Селасие.
В религиозно отношение, 48,5% са привърженици на Етиопската православна църква, 44,5% са мюсюлмани, а 6,1% – протестанти.

## Климат
Климатът в града е субтропичен високопланински. Дъждовният сезон е от март до октомври, кулминирайки през август, докато от ноември до февруари времето обикновено е сухо. През цялата година следобедните температури са топли до горещи, а утрините са хладни.
| Климатични данни за Харар          | Климатични данни за Харар | Климатични данни за Харар | Климатични данни за Харар | Климатични данни за Харар | Климатични данни за Харар | Климатични данни за Харар | Климатични данни за Харар | Климатични данни за Харар | Климатични данни за Харар | Климатични данни за Харар | Климатични данни за Харар | Климатични данни за Харар | Климатични данни за Харар |
| Месеци                             | яну.                      | фев.                      | март                      | апр.                      | май                       | юни                       | юли                       | авг.                      | сеп.                      | окт.                      | ное.                      | дек.                      | Годишно                   |
| Средни максимални температури (°C) | 25,3                      | 26,3                      | 27,1                      | 26,9                      | 27,0                      | 25,5                      | 23,8                      | 22,6                      | 23,9                      | 26,1                      | 25,8                      | 25,8                      | 25,5                      |
| Средни температури (°C)            | 18,6                      | 19,7                      | 20,4                      | 20,7                      | 20,8                      | 19,8                      | 18,9                      | 18,1                      | 18,7                      | 19,6                      | 19,0                      | 18,9                      | 18,9                      |
| Средни минимални температури (°C)  | 11,9                      | 12,9                      | 13,7                      | 14,5                      | 14,6                      | 14,1                      | 14,0                      | 13,6                      | 13,5                      | 13,1                      | 12,1                      | 12,0                      | 13,3                      |
| Средни месечни валежи (mm)         | 17                        | 20                        | 57                        | 84                        | 91                        | 68                        | 99                        | 126                       | 94                        | 49                        | 12                        | 6                         | 723                       |
| ---------------------------------- | ------------------------- | ------------------------- | ------------------------- | ------------------------- | ------------------------- | ------------------------- | ------------------------- | ------------------------- | ------------------------- | ------------------------- | ------------------------- | ------------------------- | ------------------------- |
| Източник: Climate-Data             |                           |                           |                           |                           |                           |                           |                           |                           |                           |                           |                           |                           |                           |